# GKS Katowice (lední hokej)
GKS GieKSa Katowice SA (Klub hornických sportů Katowice) je profesionální hokejový tým z polských Katovic, který hraje nejvyšší Polskou hokejovou ligu. Klubové barvy jsou žlutá (zlatá), zelená, černá.

## Historie
Vznik klubu sahá do druhé poloviny 40. let 20. století pod názvem RKS 20 Kopalnia Katowice (dříve RKS 20 Bogucice). V důsledku reorganizace sportu v Polsku podle sovětského vzoru byl klub zařazen do Sportovního svazu Górnik. V roce 1964 založil Górnik 1920 Katowice spolu s dalšími katovickými kluby Górniczy Klub Sportowy Katowice. V sezóně 1979/1980 sestoupilo GKS Katowice do 2. ligy, ale jen na jednu sezonu. V roce 1990 došlo k rozdělení GKS Katowice, v důsledku čehož se oddíl ledního hokeje stal samostatným klubem. Hokejisté se vrátili ke svému předchozímu názvu Górnik 1920 Katowice. V roce 1994 došlo ke změně názvu na Hokejový klub Katovice (KKH Katowice). Po sestupu v roce 2005 vznikl po sloučení s Hockey Club Katowice nový klub Hockey Club GKS Katowice.Tehdy byl uzákoněn nový název a nový znak a vzniklý klub začal existovat jako pokračovatel klubu, jehož kořeny sahají až do roku 1949 (nejdéle fungující klub Górniczy Klub Sportowy Katowice). V únoru 2012 si tým zajistil prvenství v 1. lize, a tím po sedmi letech od sestupu postup do PLH extraligy. Dne 7. července 2016 byla založena akciová společnost pod názvem „Klub Hockeyowy GKS Katowice SA“.

## Úspěchy
- Mistrovství Polska:

- 1. místo: 8 (1958 , 1960 , 1962 , 1965 , 1968 , 1970 , 2022, 2023)
- 2. místo: 10 (1956 , 1957 , 1959 , 1961 , 1967 , 1969 , 2001 , 2002 , 2003 , 2018)
- 3. místo: 10 (1955 , 1963 , 1966 , 1975 , 1994 , 1995 , 1997 , 1998 , 2019 , 2020)
- Mistrovství 1. ligy:
- 1. místo: 2012
- Polský pohár:
- Vítěz: 1970
- Finalista: 2001
- Autosan Cup:
- 1. místo: 3 (1973, 1975  , 1976)
- Kontinentální pohár:
- 3. místo: 2019

## Hráči
Barvy Katovic v minulosti hájili mimo jiné: Henryk Gruth, Janusz Hajnos, Marek Stebnicki, Andrzej Tkacz, Andrzej Fonfara, Dušan Adamčik, Marek Trybś, Mariusz Kieca, Kordian Jajszczok, Ludwik Czapka.